# Auto-émancipation
L'auto-émancipation est un concept apparu chez Flora Tristan et les chartistes puis repris au sein du marxisme pour désigner la libération du prolétariat par lui-même. Marx et Engels estiment que seule la praxis révolutionnaire, l'action directe et l'auto-éducation au combat permettront au prolétariat non seulement de renverser les classes dominantes, mais aussi de d'établir une société socialiste émancipée capable d'établir une société sans classes et sans exploitation. Cette idée a influencé des courants tels que ceux de Rosa Luxemburg, des Zapatistes du Chiapas, d'Ernest Mandel et du groupe Socialisme ou barbarie, mais a été abandonnée par ceux de la social-démocratie et du socialisme stalinien au cours du XXe siècle.

## L'auto-émancipation et l'auto-organisation selon les courants et penseurs

### L'auto-émancipation et l'auto-organisation des travailleurs selon Karl Marx
Les travailleurs devaient, selon Marx, autogérer leurs luttes. C’est un thème constant qui affleure, à intervalles, dans ses écrits et dans ses actes. Par exemple, en 1871, après la Commune de Paris, Marx affirme que « ce serait méconnaître complètement la nature de l’Internationale que de parler d’instructions secrètes venant de Londres (...) de quelque centre pontifical de domination et d’intrigue (...). De fait, l’Internationale n’est nullement le gouvernement de la classe ouvrière, c’est un lien, ce n’est pas un pouvoir ». Également, le 17 septembre 1879, dans une lettre à August Bebel :
« En fondant l'Internationale, nous avons lancé en termes clairs son cri de guerre : "L'émancipation de la classe ouvrière sera l'œuvre de la classe ouvrière elle-même". Nous ne pouvons donc pas marcher avec des gens déclarant à cor et à cri que les ouvriers sont trop peu instruits pour pouvoir s'émanciper eux-mêmes et qu'ils doivent être affranchis par en haut, par les philanthropes bourgeois et petits-bourgeois. Si le nouvel organe du parti prend une attitude qui correspond aux idées de ces messieurs, si cette orientation est bourgeoise et non prolétarienne, il ne nous restera plus autre chose à faire, si regrettable que ce soit pour nous, que de nous expliquer là-dessus ouvertement et de rompre la solidarité dont nous avons fait preuve jusqu'à présent, en qualité de représentants du parti allemand à l'étranger. »,